# Twilight Theater
Twilight Theater (рус. Театр в сумерках / Сумеречный театр) — четвёртый студийный альбом финской рок-группы Poets of the Fall, выпущенный 17 марта 2010 года в Финляндии и на iTunes. 29 октября альбом был выпущен в Германии, Австрии и Швейцарии. Альбом стал золотым на первой неделе продаж и стартовал с первой позиции в финском чарте альбомов.

## Список композиций
| №   | Название              | Длительность |
| --- | --------------------- | ------------ |
| 1.  | «Dreaming Wide Awake» | 4:22         |
| 2.  | «War»                 | 5:06         |
| 3.  | «Change»              | 4:46         |
| 4.  | «15 Min Flame»        | 5:00         |
| 5.  | «Given and Denied»    | 4:17         |
| 6.  | «Rewind»              | 4:22         |
| 7.  | «Dying to Live»       | 3:46         |
| 8.  | «You're Still Here»   | 3:27         |
| 9.  | «Smoke and Mirrors»   | 5:17         |
| 10. | «Heal My Wounds»      | 5:56         |

## Даты выхода
| Страна                  | Дата выхода     |
| ----------------------- | --------------- |
| Финляндия               | 17 марта 2010   |
| Всемирный сервис iTunes | 17 марта 2010   |
| Германия                | 29 октября 2010 |
| Австрия                 | 29 октября 2010 |
| Швейцария               | 29 октября 2010 |

## Синглы
| Сингл               | Дата выхода                              | Позиция в чартах |
| ------------------- | ---------------------------------------- | ---------------- |
| Dreaming Wide Awake | 3 февраля 2010 10 February 2010 (iTunes) | #18              |